# کالمبولی
کالمبولی شهری در شهرستان سیبی در استان باله در بورکینافاسوی جنوبی است و جمعیت آن ۱۱۹۰ نفر است.